# Pimpla dorsata
Pimpla dorsata là một loài tò vò trong họ Ichneumonidae.